# Marxismus-leninismus
Marxismus-leninismus je jedna z hlavních komunistických ideologií. Podle svých proponentů vychází z teorií marxismu a leninismu.

## Podstata učení
Cílem marxismu-leninismu (původně marxismu-leninismu-stalinismu) je transformace kapitalistického systému na systém socialistický řízený komunistickou stranou (akademiky též často nazývaný komunistickým státem) skrze diktaturu proletariátu. Toho by bylo dosaženo revolucí vedenou stranou předvoje, která by byla hierarchicky organizovaná a rozhodnutí by v ní byla činěna formou demokratického centralismu. Stát by centrálně řídil ekonomiku a výrobní prostředky, propagoval kolektivizaci, potlačoval politický disent a vyšlapával cestu pro hypotetickou komunistickou společnost, která by byla beztřídní a bezstátní. Marxisté-leninisté většinou podporují internacionalismus a staví se do opozice vůči kapitalismu, fašismu, imperialismu a liberální demokracii.
Hlavním rozdílem oproti obecnému marxismu je, že diktatura proletariátu, která je podle marxistického učení nezbytným nástrojem v revolučním období boje o moc během přechodu z kapitalismu na komunismus, je v marxismu-leninismu omezena na diktaturu revoluční strany, která ovládá všechny aspekty společnosti, od politiky a ekonomiky až po soukromý život jejích členů.
Zda Stalinova praxe následovala autentické principy marxismu a leninismu, je předmětem debat mezi historiky a politology. Obecně se marxismu-leninismu dostává kritiky zprava i zleva. Zejména jeho praxe v rukou Stalina, Mao Ce-tunga a Pol Pota bývá mnohými dalšími socialisty (jako anarchisty, demokratickými socialisty, trockisty a libertariánskými marxisty) kritizována za své autoritářství a totalitarismus, masové represe a potlačování politického disentu, náboženské perzekuce, etnické čistky, nucenou kolektivizaci a pracovní tábory. Antiautoritářská, demokratická levice toto vnímá jakožto projev státního kapitalismu.

## Oficiální státní ideologie
Marxismus-leninismus byla oficiální státní a stranickou ideologií Sovětského svazu a dalších vládnoucích stran ve Východním bloku, stejně tak jako Komunistické internacionály po její stalinizaci. Po Stalinově smrti prošel marxismus-leninismus řadou revizí, ze kterých se rozvinuly nové adaptace tohoto směru. Marxismus-leninismus tvořil neodmyslitelnou součást vysokoškolského studia komunistického Československa v letech 1950–1989. Zkoušky z marxismu-leninismu museli povinně zvládnout všichni.